# Tunicatispora
Tunicatispora — рід грибів родини Halosphaeriaceae. Назва вперше опублікована 1990 року.

## Класифікація
До роду Tunicatispora відносять 1 вид:
- Tunicatispora australiensis